# Guerra franco-índia
Es coneix com Guerra franco-índia (1754 - 1763) a la part de la Guerra dels Set Anys desenvolupada en l'Amèrica del Nord. El nom es refereix als dos principals enemics als quals es va enfrontar la Gran Bretanya amb França i diferents tribus d'amerindis. També és coneguda com a Guerra de la Conquesta al Canadà. Aquest va ser el quart conflicte colonial entre França i Gran Bretanya.
La guerra va ser el resultat de les tensions entre britànics i francesos degudes principalment a les pretensions expansionistes de les colònies d'ambdós països. També van entrar en joc qüestions com els conflictes entre els nadius, els quals es van veure obligats a demanar protecció a un o altre imperi colonial.
A Amèrica del Nord el primer atac britànic es va produir el maig de 1754. Però el primer enfrontament que va anar més enllà d'una petita escaramussa es va produir dos mesos després, al juliol, a Fort Necessity. La guerra es va desenvolupar durant 9 anys, amb clar predomini francès a l'inici, però el resultat final va ser molt favorable a Gran Bretanya que va conquerir Canadà. La pau es va pactar en el Tractat de París el 10 de febrer de 1763, i va suposar la pèrdua de totes les possessions continentals franceses, ja que també va haver de cedir Louisiana a Espanya en compensació per la pèrdua de Les Florides a mans dels britànics.

## Denominació de la guerra
La guerra que es va desenvolupar entre els anys 1754 i 1763 ha rebut diversos noms. A Europa, el conjunt de combats que van tenir lloc al continent es va conèixer com a Guerra dels Set Anys, considerada per alguns com una veritable guerra mundial ja que es va desenvolupar en diversos continents, amb nombrosos fronts i amb la participació de gairebé totes les potències europees; es va declarar oficialment el 1756. D'altra banda, el conflicte nord-americà, anglesos, colons britànics i canadencs anglòfons la van conèixer com Guerra franco-índia (en anglès: French and Indian War). Tanmateix, els canadencs francòfons la denominen Guerra de la Conquesta (en francès: Guerre de la Conquête, pel fet que el conflicte va suposar la conquesta anglesa de Nova França. També van entrar en joc qüestions com els conflictes entre els nadius, els quals es van veure obligats a demanar protecció a un o altre imperi colonial.
Els anglesos la denominen Guerra franco-índia perquè, tot i que solien nomenar-les segons el nom del rei que els governava, ja existia la Guerra del rei Jordi (King George's War), la tercera de les guerres franco-índies. Per això van decidir anomenar-la tenint en compte els enemics: els francesos i els indígenes americans, la majoria dels quals, excepte la Confederació Iroquesa, eren aliats amb França.
A Europa, Maria Teresa I d'Àustria va decidir recuperar Silèsia, que estava en mans de Prússia des de la Guerra de Successió Austríaca. En el Vell Món, la guerra va començar a la tardor quan Frederic II el Gran de Prússia va decidir avançar-se a Àustria. També tingué lloc la Guerra Fantàstica entre Espanya i Portugal, i la Tercera guerra carnàtica a l'Índia. De manera més puntual també hi ha la denominació de la Quarta Guerra Intercolonial (Forth Intercolonial War) o la Gran Guerra per l'Imperi (Great War for the Empire).

## Motius de la guerra

Possessions colonials a Amèrica del Nord en 1750.

### Territorials
A principis del segle xviii la població de les colònies britàniques d'Amèrica del Nord no superaven els 250.000 habitants, el que és un nombre molt reduït si ho comparem amb els 8 milions d'habitants a la sud-amèrica espanyola. Però al llarg de la primera meitat d'aquest segle la població va augmentar ràpidament gràcies a la massiva arribada d'europeus (sobretot escocesos) i esclaus africans; es calcula que van arribar més de 250.000 esclaus en aquests anys. Això va empènyer les colònies britàniques, que fins aquell moment es limitaven a la franja costanera, a expandir-se i, al sud, es va crear la Província de Geòrgia, fronterera amb Les Florides espanyoles.
Els francesos també s'havien instal·lat a Amèrica del Nord, encara que els seus dominis no estaven prou consolidats doncs eren massa extensos per a una població d'uns 70.000 habitants. Tot i això, van aconseguir expandir-se ocupant tot el Quebec, els Grans Llacs d'Amèrica del Nord i van arribar fins a Louisiana, creant així una barrera territorial que impedia l'expansió britànica cap al nord i cap a l'oest. Tot aquest territori era controlat amb diversos forts militars repartits per les zones frontereres i amb escasses zones molt poblades.
Tots dos imperis colonials, per tant, van xocar a la vasta regió que va des de les Muntanyes Apalatxes al riu Mississipi i des dels Grans Llacs al golf de Mèxic. La zona més conflictiva era Ohio Country, una regió al sud dels Grans Llacs que comprenia gran part dels actuals estats d'Ohio, Pennsilvània i Virgínia de l'Oest. Ohio Country, a principis de la dècada del 1750, va ser ocupat pels francesos progressivament, que hi van construir-hi diversos forts.

### Religiosos
Els conflictes religiosos, que des de la reforma protestant portaven més de dos segles sacsejant Europa, encara que no tan directament, també es van traslladar a les colònies d'Amèrica del Nord. La major part dels colons britànics eren protestants, tant anglicans com d'altres reformes, que fugiren de les persecucions a Europa i es van traslladar al Nou Món. A França la fe oficial era la catòlica, i la major part dels colons i missioners que van arribar al nou món van intentar transmetre i imposar les seves creences.
En ambdós països hi havia lleis persecutòries contra els creients de les religions no oficials, que també eren aplicables en els nous territoris. Per això, els dos imperis colonials temien per la seguretat dels seus ciutadans si queien sota domini enemic.

### Expedicions militars
Entre 1747 i 1754 es van succeir diverses expedicions i escaramusses que van ser les accions preliminars de la guerra.
El 1747 el governador de Nova França va ordenar a Pierre-Joseph de Céloron que liderés una expedició a l'Ohio Country per eliminar la influència anglesa a la zona i assegurar-se que podien seguir sent aliats dels nadius. La comitiva, composta per 213 soldats i 23 canons, va partir el juny de 1749 per marxar riu avall tot seguint el curs del riu Ohio. Céloron informà als comerciants de pells que havien d'abandonar aquell territori que pertanyia a França. Per la seva banda, els nadius de la zona digueren a Céloron que ells eren els amos d'aquelles terres i volien continuar tenint relacions comercials amb els colons britànics. Després d'aquest fracàs va seguir avançant al llarg del riu fins a arribar a la ciutat dels indis miami, Pickawillany, i va fer la mateixa petició al seu cap, 'Old Britain', el qual la va ignorar. Després d'aquest últim fracàs l'expedició de Céloron retornà a Montreal el novembre de 1749.
El 1752, Charles Michel de Langlade va liderar una altra expedició al riu Ohio acompanyat de 300 homes, indis ottawa i francesos. La seva missió era castigar els miami per no haver obeït a Céloron i per seguir comerciant amb els anglesos. El 21 de juny de 1752 els francesos van atacar el centre de comerç de Pickawillany, matant a 14 miamis, incloent-hi el seu cap, "Old Britain". Després de l'atac, l'expedició va tornar a casa.

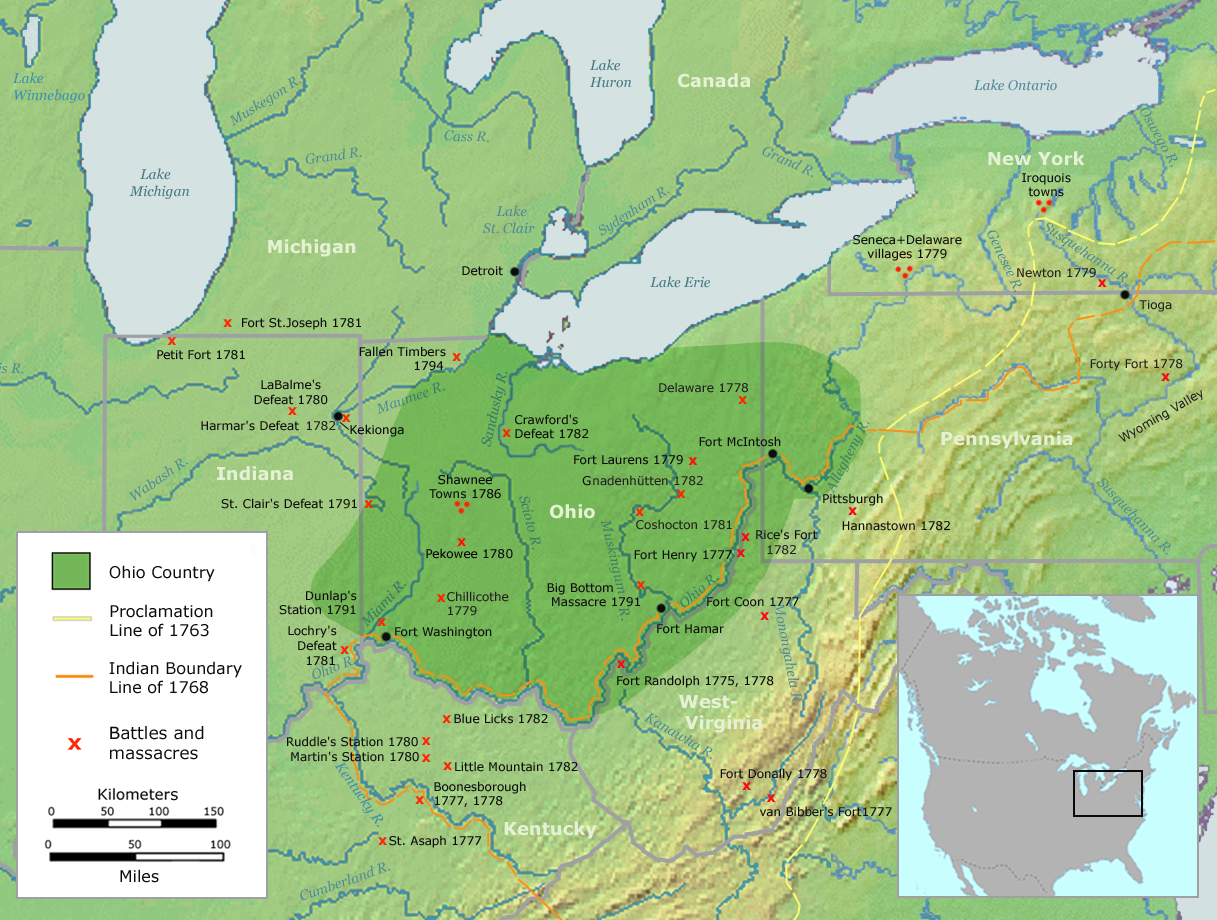
Mapa de l'Ohio Country

La primavera següent, Paul Marin de la Malga va comandar un grup de 2.000 homes, indígenes i francesos, per protegir les terres d'Ohio Country de les incursions angleses. Va seguir el camí que ja havia recorregut Céloron usant els mapes que aquest havia dibuixat. La diferència entre les dues missions era que de la Malga volien construir diversos forts. El primer va ser Fort Presque Isle, a la riba sud del llac Erie i van construir una carretera que l'unia amb LeBoeuf Creek, on també van aixecar un fort que van anomenar Fort Le Boeuf. Dos mesos després de la construcció del fort, el 3 de setembre, Tanaghrisson, cap dels Mingo, va arribar a Fort Le Boeuf on va amenaçar Marin si els francesos prenien les seves terres. Tanacharison odiava els francesos per haver-lo capturat de petit i perquè creia que aquests havien cuinat i menjat al seu pare. Tanacharison hi va anar en representació de la Confederació Iroquesa que veien amb recel l'augment de poder dels francesos a la zona. També van enviar una delegació mohawk a William Johnson demanant-li suport. El 1746, aquest va arribar a ser el comandant de les tropes iroqueses.
A Albany hi va haver una reunió entre el governador de Nova York i alguns caps indis, entre ells Hendrick, un dels més importants. Aquesta reunió no va resultar com els nadius esperaven i el Governador Clinton va negar qualsevol ajuda per defensar-los dels francesos. Els iroquesos, per tant, declararen trencat el Covenant Chain, un pacte d'amistat que portava molt de temps vigent. No obstant això, el governador de Virgínia, Robert Dinwiddie no opinava igual que Clinton. Molts dels seus mercaders havien invertit molts diners per a comerciar a Ohio i si els francesos els expulsaven, hi perdrien molt. Per això va ordenar al gran George Washington que dugués un missatge a les milícies franceses d'Ohio.
Washington, acompanyat de diversos homes que l'ajudarien com a traductors i com a guies, va partir el 31 d'octubre i van arribar a Logstown el 24 de novembre. Allà es va reunir amb Tanacharison, que el va acompanyar per repetir l'amenaça que ja havia fet als francesos. A mitjans de desembre van arribar a Fort Boeuf, on el comandant francès Saint-Pierre va convidar Washington a sopar. Durant el sopar, Washington li va lliurar a Saint-Pierre una carta escrita per Dinwiddie en què demanava que abandonessin la zona de l'Ohio. El francès es va negar amablement a acceptar la petició al·legant que tenien més dret que els anglesos a estar a Ohio Country doncs va ser un francès el primer que, cent anys enrere, havia explorat la zona. Quan Washington va tornar a Virgínia va informar de la negativa francesa i que aquests estaven avançant cap al sud, on construïen més forts.

## Desenvolupament de la guerra
Aquesta va ser la quarta guerra colonial entre francesos i anglesos a Amèrica. No obstant això, va tenir diferències amb les tres anteriors. A diferència de les altres, aquest enfrontament va començar en sòl americà i es va estendre, dos anys després a Europa. A més, i possiblement a conseqüència d'això, la major part de les batalles es van desenvolupar a les colònies, mentre que fins llavors solia ser al contrari. Això va donar consciència als colons anglesos de la seva capacitat militar i aprendre a combatre l'enemic.
La guerra a Amèrica del Nord es va desenvolupar principalment entre els anys 1754 i 1759, encara que es va mantenir el conflicte amb escasses batalles fins a la signatura de la pau el 1763. El període de major intensitat bèlica es podria dividir en dos grans moments: el primer, que compren des de l'etapa inicial fins a mitjans de l'any 1758, en la qual hi va haver un clar domini francès del camp de batalla, i el segon, que va des de 1758 fins a 1763, quan van bufar nous vents per als anglesos i van començar a dominar, culminant la seva expansió amb la conquesta del Canadà francès el 1759. Després de la pèrdua del Quebec, els francesos van intentar durant tres anys més sense èxit, recuperar i expulsar els britànics dels seus territoris.
A diferència de la guerra que s'estava desenvolupant a Europa, pràcticament no van haver-hi grans setges (només es podrien citar el del Quebec i el de Louisbourg) i tampoc batalles campals de gran envergadura, a excepció de la batalla de les Planes d'Abraham. La major part dels combats van consistir en atacs a forts i a l'anomenada guerra índia, amb atacs i emboscades tot aprofitant la cobertura dels boscos.

### Any 1754

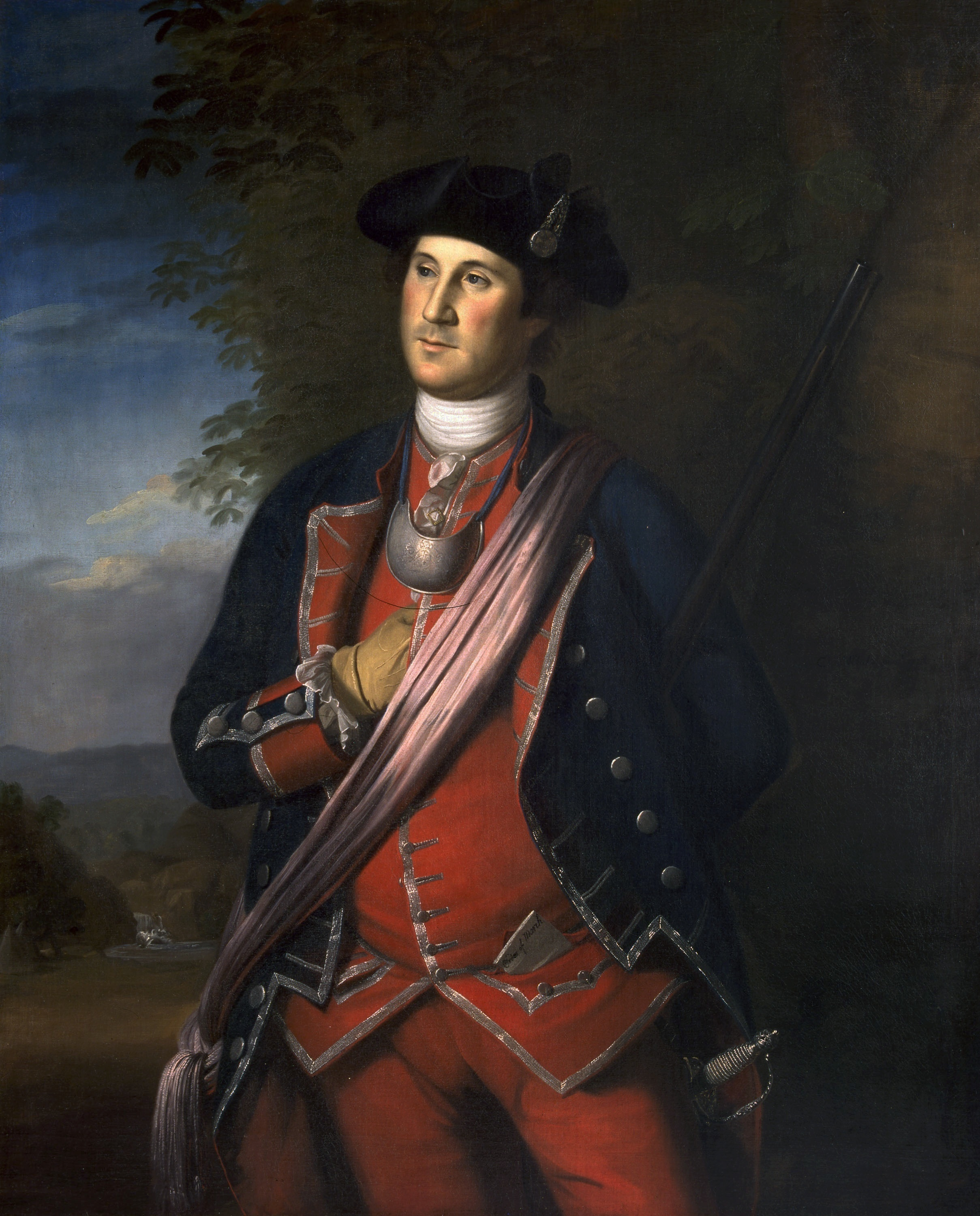
Retrat de George Washington amb l'uniforme de la milícia de Virgínia.

Després d'informar el governador de Virgínia de la negativa francesa a retirar-se de la zona de l'Ohio Country i de lliurar els forts construïts, s'envià Washington amb un grup de colons a construir una carretera fins al riu Monongahela la qual facilitaria el transport de tropes. En el camí va fer una parada a Great Meadows on Tanacharison, líder dels seus aliats nadius, va informar que els francesos havien construït un nou fort, Fort Duquesne, i que des d'allà havien enviat un regiment que s'apropava. Tot i que Washington en aquell moment no ho sabia, la missió francesa no era militar, sinó diplomàtica. Estava liderada per Joseph Coulon de Jumonville de Villiers i el seu encàrrec era demanar als anglesos que abandonessin el territori.
Creient que els anaven a tendir una emboscada, el general anglès va decidir avançar-se'ls i el 28 de maig van atacar el destacament francès. Durant la batalla, que va durar només 15 minuts, van morir 11 francesos i van capturar-ne 21 més. Aquest atac desencadenaria la guerra; a més, Tagacharison, aprofitant que el captiu Villiers estava conversant amb Washington, el va colpejar, matant-lo.
Després de l'incident de Jumonville Glen, Washington va decidir construir un fort a Great Meadows, Fort Necessity. Tot i que ell el considerava un bon emplaçament, no ho va ser; tenia el bosc massa a prop i estava en una fondalada. Aviat, una força formada per 700 homes (indis i francesos) liderada per Louis Coulon de Villiers, germà de Joseph Coulon, va arribar a Fort Necessity i la va bombardejar amb canons. La batalla va durar menys d'un dia, després del qual Washington, creient-se derrotat, es va rendir a l'enemic lliurant el fort i abandonant-lo poc després. Poc abans d'aquesta última batalla, els líders de les colònies britàniques i els nadius es van reunir al Congrés d'Albany i van decidir portar a terme diverses accions militars contra els francesos.

### Any 1755
El 1755 va ser l'any en què es va consolidar el conflicte armat ampliant-se el camp d'operacions a territoris més amplis i amb exèrcits més grans. Les dures condicions de l'hivern canadenc dificultaren sempre els moviments de tropes i la majoria dels enfrontaments es van produir en els mesos càlids, entre primavera i tardor.
El maig de 1755 va partir de Maryland un exèrcit compost per més de 1.500 regulars i 10 canons, a les ordres d'Edward Braddock. L'objectiu era conquerir Fort Duquesne i avançar després cap al nord fins a ocupar Fort Niagara. A Braddock l'acompanyava George Washington com a guia i conseller. D'altra banda, en el fort francès, la guarnició estava formada per gairebé 650 nadius i 250 militars francesos, que estaven preparats per a l'arribada de l'enemic. En l'últim moment van decidir parar una emboscada al riu Monongahela. Braddock i Washington van arribar a Fort Duquesne el 9 de juliol i una grup d'avançada sota el comandament de Thomas Gage va travessar el riu i va dirigir l'atac del fort. Poc abans d'arribar es van creuar amb els francesos que preparaven l'emboscada. Els homes de Gage, menys nombrosos, van poder fugir però aviat van xocar amb la columna principal de Braddock i van ser atacats des del bosc en una batalla que va resultar fatal per als britànics. Braddock va morir en el combat i Washington va aconseguir fugir del camp de batalla.
Durant el desenvolupament d'aquesta expedició i poc abans de la desastrosa derrota a Fort Duquesne, els britànics van obtenir una victòria a Fort Beauséjour. Amb una flota de 31 transports, 3 vaixells de guerra de la Marina Reial Britànica i 2.000 homes van desembarcar a 3 km de Fort Beauséjour i començaren el bombardeig amb canons. L'atac va durar gairebé dues setmanes, i al final els francesos capitular. Aquesta victòria va concedir als anglesos el control de Nova Escòcia. Tot i que aquesta victòria no va suposar cap èxit important estratègicament parlant, va suposar un cop dur per als acadis, que tot i haver-se declarat neutrals en la guerra, van ser tractats pels anglesos com a enemics i expulsats de les seves terres.
Aquest mateix any encara es va produir un altre enfrontament entre francesos i anglesos com a resultat d'una altra expedició anglesa, aquesta vegada liderada per William Johnson. Aquest va tenir lloc prop de Lake George, a l'actual estat de Nova York. En aquesta batalla, en la qual van tenir un important paper els guerrers indígenes, no hi va haver un clar vencedor; però el regiment francès va quedar debilitat i Johnson va poder construir Fort William Henry.
En concloure l'any els francesos seguien mantenint la major part de les seves possessions a Nova França i mantenien un nombrós grup de forts a la zona.

### Any 1756

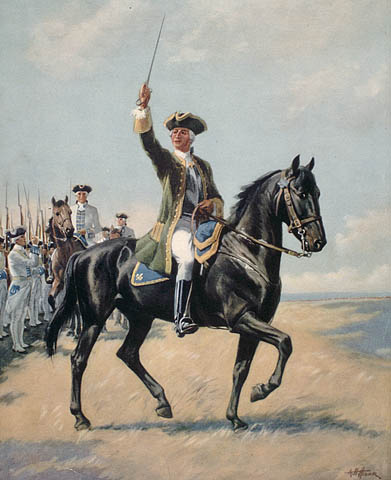
General Montcalm.

En 1756 va començar oficialment la guerra dels Set Anys a Europa, amb la invasió prussiana d'Àustria i Bohèmia. Això va provocar que entressin en joc les complicades aliances existents a Europa que havien estat heretades de la Guerra de Successió Austríaca, de manera que França i el Regne Unit es van declarar la guerra. El desencadenament de la guerra a Europa va representar que moltes de les tropes franceses es quedessin al continent i no poguessin anar a Amèrica. Però Anglaterra no va tenir aquest problema doncs la seva aliada, Prússia, tenia el millor exèrcit terrestre d'Europa.
Al març, dos mesos abans de les declaracions de guerra a Europa, els francesos van aconseguir una important victòria a Fort Bull. Els francesos van assetjar i van atacar el fort, prop d'Albany; els anglesos no es van rendir i quan els francesos van aconseguir entrar al fort van assassinar els seus pobladors i ho van cremar tot.
Els colons francesos també van vèncer en la batalla de Fort Oswego. El general Louis-Joseph de Montcalm va dirigir una tropa francesa contra el conjunt de forts que comprenia Fort Oswego, Fort Ontario i Fort George. Després de la rendició de Fort Ontario, va atacar Fort Oswego amb 120 canons i va obligar els anglesos a rendir-se. La conquesta d'aquest fort va permetre a França defensar Fort Niagara, un lloc molt important en la defensa de Nova França. També els va permetre mantenir unides les seves possessions al Canadà i Louisiana i interrompre temporalment el comerç britànic en el llac Ontario.

### Any 1757
Aquest quart any de guerra es va caracteritzar per un trasllat del conflicte franco-britànic a Europa, de manera que no hi va haver a Amèrica més que un parell d'enfrontaments destacables.
La més destacable va ser la batalla de Fort William Henry. Es va produir als voltants de llac George entre el 3 i el 6 d'agost. L'exèrcit francès, liderat pel general Louis-Joseph de Montcalm, va atacar i bombardejar Fort William Henry durant sis dies. El general britànic al comandament del fort, George Monro, va demanar ajuda a Daniel Webb, que estava al comandament de Fort Edward. Aquest la hi va negar, per la qual cosa Monro, va acabar rendint-se i lliurant la fortificació. Montcalm va permetre als anglesos retirar-se fins a Fort Edward per haver-se defensat amb tant valor. No obstant això els aliats indígenes dels francesos, desobeint a Montcalm, van perseguir la columna i van matar uns dos-cents homes, dones i nens. La pèrdua de Fort William Henry va ser un cop dur per als plans britànics de conquerir aviat Ciutat de Quebec i Mont-real. L'altra derrota que van patir els anglesos a finals d'aquest any va ser a mans d'una coalició de guerrillers acadis i indis micmac. Aquests van tendir una emboscada a un destacament de regulars britànics que estaven fent treballs en un bosc proper a Annapolis, a Nova Escòcia. No obstant això, els guerrillers no van arribar a aprofitar la seva victòria i no van ocupar Annapolis.

### Any 1758

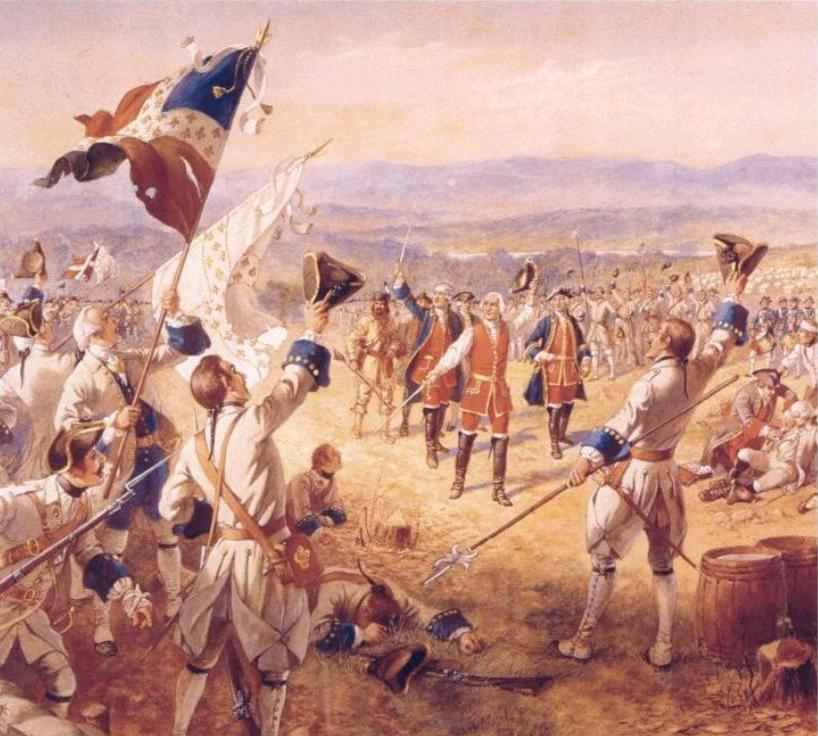
Batalla de Carillon.

Fins a l'any 1758, tot i algunes derrotes, els francesos dominaven el conflicte. Però en els pocs mesos de l'estiu i la tardor de 1758 els anglesos van aconseguir donar un cop dur als colons francesos i preparar el camí per conquerir Nova França. Durant gairebé dos mesos sencers els anglesos van lluitar per capturar la ciutat Nova Escòcia de Louisbourg. A finals de maig van partir de Halifax 150 vaixells de transport i 40 vaixells portant a bord a 14.000 soldats sota el comandament de Jeffrey Amherst. A la ciutat de Louisbourg es trobaven en aquell moment 3.500 militars i mariners i 5 vaixells de guerra. Per tant, el general francès Drucour va ordenar construir defenses i situar bateries d'artilleria. Després d'una setmana de no poder apropar-se a terra a causa del mal temps, Amherst va ordenar l'atac. Malgrat un intens foc enemic i la retirada ràpida de la major part de la flota per esperar un dia més propici, el comandant James Wolfe va aconseguir prendre una petita cala rocosa i expulsar d'allí als francesos que estaven defensant la plaça. Això va permetre el desembarcament de tot l'exèrcit. Onze dies després, l'artilleria francesa va poder començar a bombardejar la ciutat, el port i el fort. L'atac va durar més d'un mes fins que, després de perdre tots els seus vaixells, haver patit incendis i haver perdut fort Drucour, els francesos es van rendir.
Louisbourg defensava l'entrada al riu Sant Llorenç, un lloc clau per fer arribar la flota fins a la Ciutat de Quebec. Un any després, aquest seria el punt de partida de l'exèrcit que conqueriria la Ciutat de Quebec. Durant el setge de Louisbourg es va produir l'última victòria important francesa davant els anglesos. Fou Louis-Joseph de Montcalm amb 3.600 homes que defensaven Fort Carillon. La força atacant era de 6.000 regulars i 10.000 milicians, de manera que gairebé quintuplicava les forces franceses. La batalla de Fort Carillon va tenir lloc durant els dies 7 i 8 de juliol. El primer dia, James Abercromby va ordenar atacar però davant la resposta dels francesos van haver de fugir. L'endemà va realitzar un atac frontal al fort que estava ben defensat i van patir nombroses baixes; Abercromby va decidir retirar-se. Abercromby va perdre més de 500 homes. Aquesta batalla, encara que no canviés el resultat de la guerra, va servir durant molt temps com a exemple de la resistència dels habitants francòfons del Canadà. La batalla de Fort Carillon va ser la més sagnant de la guerra amb més de 3.000 baixes, amb unes 400 pèrdues franceses i més de 2.000 britàniques.
Durant els dos mesos següents els homes de John Forbes van avançar i els francesos van perdre el naixement del riu Sant Llorenç, al nord del llac Ontario després de prendre Fort Frontenac. Un petit grup més avançat, liderats per George Washington i James Grant va atacar Fort Duquesne aprofitant la foscor; però foren descoberts i els 500 defensors de la fortalesa van sortir i els van derrotar, obligant-los a retirar-se. Però la informació que arribava una columna de més de 6.000 anglesos i sense defenses contra els canons enemics, van decidir destruir el fort i fugir pel riu Ohio. Mentre els francesos destruïen el fort, els nadius van decapitar a molts dels highlanders morts, clavant els seus caps en les restes del fort. Aquest va ser reconstruït pels anglesos i es va anomenar Fort Pitt. La pèrdua de Louisbourg i Frontenac va fer que els francesos perdessin els seus queviures i provisions per a la campanya de la vall del riu Ohio i l'abandonament de molts dels seus aliats nadius obligant als francesos a adoptar una postura defensiva centrada al voltant de Quebec i Mont-real, i la Confederació Iroquesa va tornar a entrar en la guerra en el bàndol britànic a finals de 1758.

### Any 1759
L'any 1759 va ser conegut pels anglesos com l'any de les victòries (The Year of the Victoria); en el transcurs de pocs mesos van aconseguir acabar pràcticament amb el domini francès a Amèrica del Nord. Ja des de l'any anterior, però sobretot durant el 1759, molts indis aliats dels francesos van pactar la pau amb els anglesos. Això va forçar als dirigents de l'exèrcit a replegar moltes tropes cap al nord.
La primera victòria la van obtenir a la batalla de Ticonderoga. El comandant Amherst va tornar a intentar prendre el fort que Johnson no havia aconseguit conquerir. Amherst volia evitar una altra derrota per la qual cosa, tot i portar un exèrcit molt menor que Johnson, va començar tallant les línies de proveïment del fort francès. Aquest, per la seva banda estava molt més mal defensat perquè molts dels 500 soldats s'havien traslladat per preparar la defensa de Quebec i Mont-real. La petita guarnició francesa aviat va lliurar el fort i van fugir cap al nord on els anglesos estaven sotmetent Quebec a un setge que va durar uns quants mesos. Tot just un mes després va caure Fort Niagara, l'últim fort francès situat en els Grans Llacs d'Amèrica del Nord.

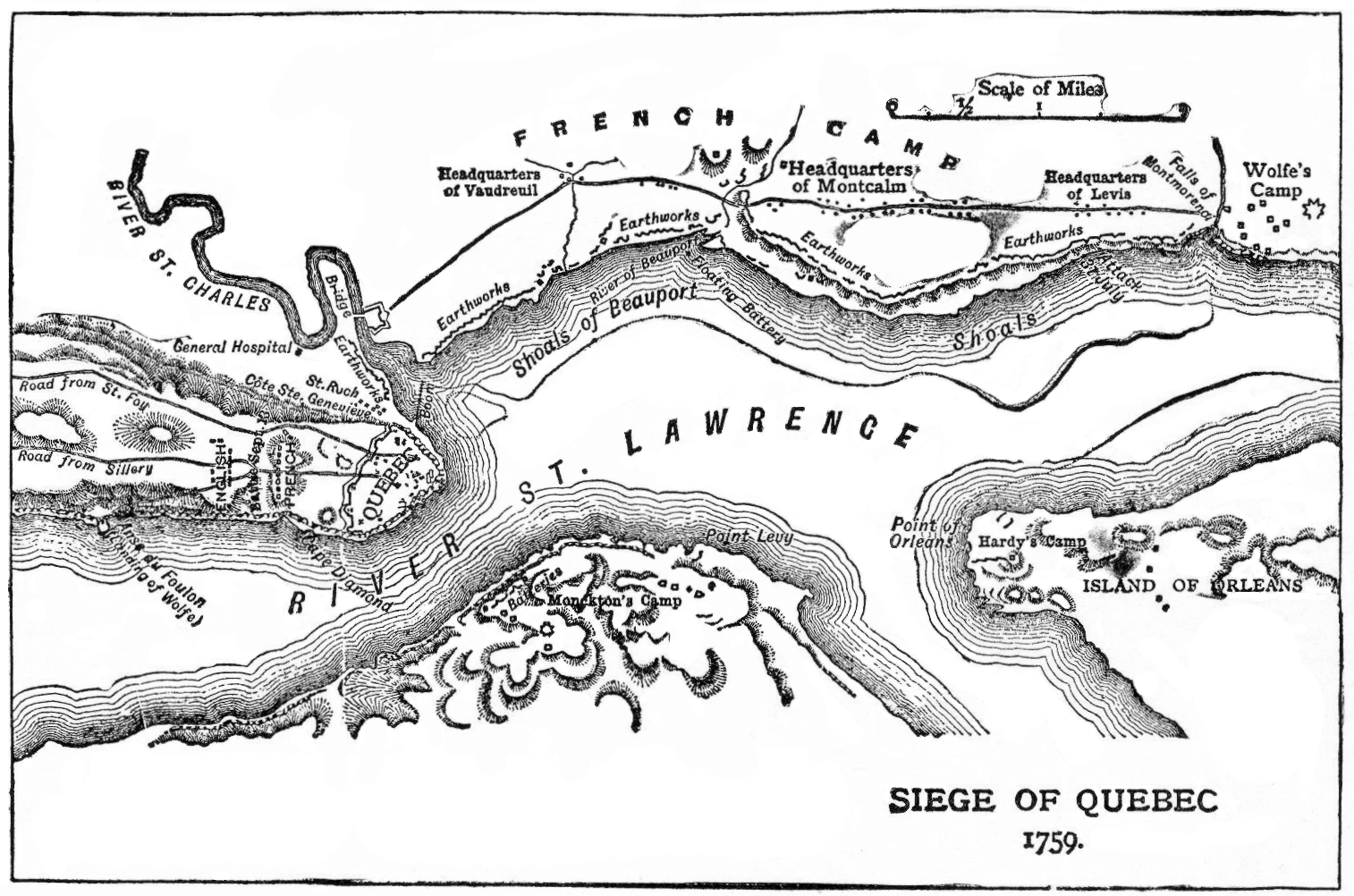
Mapa del Quebec amb la distribució de francesos i anglesos.

Pel maig, el general Wolfe va reunir a Louisbourg una flota de 49 vaixells i 140 embarcacions sota el comandament de l'almirall Charles Saunders i va avançar pel riu Sant Llorenç cap a l'interior. En el camí es va reunir amb una força de terra de 7.000 soldats i 400 artillers. Van avançar cap a Ciutat de Quebec, on van arribar el 28 de juliol. Els francesos van intentar evitar el desembarcament amb una petita flota, però va fracassar. Llavors Montcalm, dirigent de la defensa francesa del Quebec i el general François Gaston de Lévis es van centrar en organitzar les defenses distribuint bateries de artileria al llarg de 9 km per on els anglesos pretenien travessar el riu.
El 31 de juliol, Wolfe va intentar travessar el riu però els francesos els van repel·lir. Alguns oficials francesos van creure que aquest seria l'últim intent anglès de prendre la ciutat. No obstant això, els anglesos van aconseguir envoltar la ciutat ocupant les planes del voltant. La ciutat va estar fortament assetjada i bombardejada durant mesos, fins que sense poder rebre reforços, el 13 de setembre Montcalm va decidir atacar. L'anomenada batalla de les Planes d'Abraham no va arribar a durar ni un dia, i tots dos bàndols van perdre molts homes, però Montcalm va ordenar retirada a la tarda sense saber que l'oficial anglès Wolfe havia mort. Ell mateix va ser ferit en la fugida, morint l'endemà. La ciutat de Quebec es va rendir dies després i va ser ocupada pels anglesos. Aquesta va ser la gran victòria que els anglesos portaven 5 anys buscant. Des d'aquest moment pràcticament només es van dedicar a acabar d'expulsar els petits grups de francesos que quedaven al Canadà.

### Anys 1760-1763
Sis mesos després de perdre Quebec, François Gaston de Lévis va reunir una important força a Mont-real. L'abril de 1760 Lévis va arribar a Quebec amb més de 5.000 homes entre milicians canadencs i indígenes. Esperava poder forçar la rendició dels anglesos mitjançant un llarg setge mentre esperava reforços de la flota francesa. No obstant això Murray, pensant que no podria defensar Quebec per molt de temps es va decidir sortir de les defenses de la ciutat cometent el mateix error de Louis-Joseph de Montcalm un any abans. Malgrat que en un principi semblava que aconseguien guanyar posicions, els britànics van ser greument derrotats, patint més de 1.000 baixes en menys de dues hores. Murray va decidir tornar a la ciutat i Lévis va mantenir el setge. Tot i la importantíssima victòria francesa a la batalla de Sainte-Foy, Lévis no va poder prendre mai la ciutat doncs i els reforços que esperava no van arribar per la superioritat naval britànica després de la batalla de Pointe-aux-Trembles i la batalla de Restigouche. Lévis va optar per retirar-se i tornar a Mont-real.
A l'agost els aliats amerindis de França van arribar a un acord de neutralitat amb els britànics al tractat d'Oswegatchie i després d'una campanya aclaparadora de dos mesos de les forces britàniques i que els últims reductes de la milícia canadenca fossin derrotats a la batalla de les Mil Illes, Jeffrey Amherst va romandre a Fort Lévis durant quatre dies i després va dirigir-se a Montreal, on es va reunir amb les forces del Quebec i el llac Champlain i encerclant completament la ciutat amb 17.000 homes, cremant pobles al llarg del camí i provocant desercions massives de la milícia canadenca. El 8 de setembre, Montreal va ser rendida pel governador de Nova França, el marquès de Vaudreuil, per evitar més vessament de sang. Amb totes les forces franceses expulsades de Nova França, la guerra franco-índia es donava per acabada. En veure la derrota francesa i índia, el 1760, les Sis Nacions de la confederació Iroquesa va renunciar a continuar la guerra i van negociar el tractat de Kahnawake amb els britànics, pel què podrien desplaçar-se sense restriccions entre Canadà i Nova York, ja que les nacions tenien un extens comerç entre Mont-real i Albany, així com poblacions que vivien per tota la zona.
Hi va haver un últim enfrontament, la batalla de Signal Hill el setembre de 1762, en un intent d'obtenir alguna victòria per negociar, en la que els francesos van enviar una flota per prendre Saint John's, però fou derrotada; la victòria anglesa va permetre la conquesta definitiva de Terranova. Com que la Guerra dels Set Anys encara no havia acabat a Europa, els britànics van posar tota Nova França sota un règim militar mentre esperaven els resultats. Aquest règim duraria de 1760 a 1763.

### Front del Carib
Quan van tenir la situació completament dominada a Amèrica del Nord, els anglesos van decidir atacar les possessions franceses al Mar Carib. El 1759 van capturar l'illa Guadalupe, que van usar com a base per atac les altres illes. Espanya entrà en guerra al costat de França el 1761 pel Tercer Pacte de Família entre les dues corones, segons el qual es comprometien a recolzar-se militarment. Aquesta aliança hagués estat un problema per al Regne Unit al principi de la guerra, però l'any 1761 França tenia la guerra perduda.
El 1762 els britànics van conquerir Dominica. També van prendre possessió de Martinica i de moltes altres illes franceses abans d'atacar l'Havana el 6 de juny. La capital cubana es va rendir el 10 d'agost.

## Tractat de París
La guerra franco-índia va acabar oficialment el 10 de febrer de 1763 pel Tractat de París. El tractat va ser signat per Regne Unit, França, Espanya i Portugal. Juntament amb la Pau de Hubertusburg signada per Prússia, Àustria i Saxònia va suposar el final de la Guerra dels Set Anys.
Per aquest tractat França va perdre totes les seves possessions nord-americanes; va acceptar el control anglès del Canadà i va concedir el domini de Louisiana a Espanya en compensació per la pèrdua de Florida, que va haver de cedir a Regne Unit. No obstant això, caldria puntualitzar que França ja havia cedit la Louisiana a Espanya el 1762 pel Tractat de Fontainebleau encara que no es va fer públic fins a 1763. El Tractat de París va servir simplement per ratificar pactes anteriors.
A França se li va proposar que triés entre renunciar a Nova França o a les seves illes caribenyes de Guadalupe i Martinica. Sense dubtar-ho, van preferir quedar-se amb les dues illes productores de sucre, més interessant que el poc desenvolupat territori del Canadà.

## Conseqüències
Durant la guerra, França va perdre el control sobre totes les seves possessions canadencs, el que va ser ratificat pel tractat de París. Va perdre, per tant, totes les seves colònies a l'est del Mississipi, llevat de Saint-Pierre i Miquelon, dues illes prop de Newfoundland. Al Carib, només va mantenir les illes de Guadalupe i Martinica. Espanya no va sortir molt mal parada doncs va rebre Louisiana en compensació per la pèrdua de Florida i també va recuperar l'Havana.
Gran Bretanya havia estat clarament el gran vencedor del conflicte. Aconseguí dominar tota la costa est d'Amèrica del Nord eliminant un imperi colonial rival que li impedia estendre's cap a l'interior. També va tenir bases estratègiques en les aigües caribenyes gràcies a les nombroses places guanyades als francesos.
A Gran Bretanya se li va plantejar el problema de com governar la Província de Quebec, habitada per catòlics francòfons, contra els quals tenien lleis. El rei de França, temorós de represàlies contra els seus ciutadans, va aconseguir incloure en el Tractat de París algunes clàusules per les quals els anglesos havien de respectar els seus costums i la religió.
Gran Bretanya es va convertir en la major potència mundial militar, tant a terra com al mar. Després de la guerra dels Set Anys es va iniciar un segle de domini anglès a tot el món, amb un Imperi que abastava gran part d'Amèrica del Nord i gairebé un terç de l'Àfrica i l'Índia. Tenien una armada capaç de mantenir i protegir totes les seves terres. França va entrar en una etapa de decadència militar de la que li va costar sortir.
La guerra va ser econòmicament desastrosa per a ambdues parts. Els deutes públiques en els dos països amenaçaven de portar a la fallida la Hisenda pública. Tots dos van reaccionar apujant els impostos enormement. La diferència va ser que la Gran Bretanya els va aplicar als colons nord-americans i França, que havia perdut les seves colònies, va haver de agreujar la situació econòmica dels seus ciutadans. Destacaven els impostos sobre el comerç del te i la Llei del Timbre.
L'expulsió dels acadis de Nova Scotia va provocar una migració d'aquests cap a les altres possessions franceses a l'oest del Mississipi; creien que les seves terres tornarien aviat a ser franceses i que la dominació espanyola seria temporal. Va sorgir així la població cajun als voltants de Nova Orleans.
Els colons ja no necessitaven l'exèrcit britànic per a defensar-se. Els únics enemics als quals s'havien d'enfrontar eren els nadius, als quals fins ara havien aconseguit doblegar. Anglaterra havia forçat a molts colons a participar activament en la guerra per la qual cosa a les colònies vivien nombrosos veterans que sabien aplicar les tàctiques de guerra i que, encara més important, havien descobert que eren capaços de vèncer exèrcits més grans.
| «                 | Lliures d'un veí al qual sempre van témer, les vostres altres colònies descobriran ben aviat que no necessiten protecció. | » |
| — Charles Gravier | |   |

## Cronologia de la Guerra a Amèrica
Aquesta és una llista dels principals enfrontaments i el seu resultat.

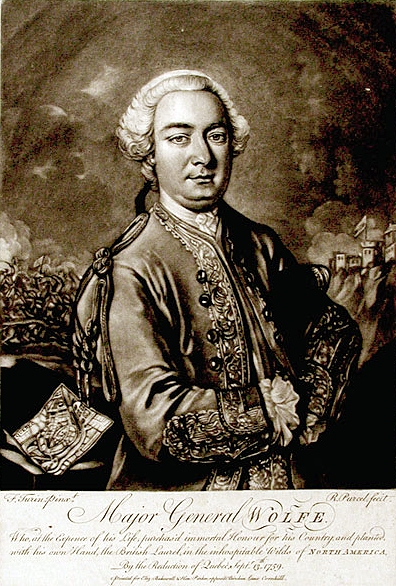
James Wolfe

| Any  | Dates                                                                      | Amèrica del Nord | Victoria                                                    |
| ---- | -------------------------------------------------------------------------- | --- | ----------------------------------------------------------- |
| 1754 | 28 de maig 3 de juliol                                                     | Batalla de Jumonville Glen Batalla de Great Meadows                                                                 | Anglesa Francesa                                            |
| 1755 | 3-16 de juny 9 de juliol 8 de setembre                                     | Batalla de Fort Beauséjour Batalla de Monongahela Batalla de Lake George                                            | Anglesa Francesa Anglesa                                    |
| 1756 | 27 de març 10-14 d'agost 8 de setembre                                     | Batalla de Fort Bull Batalla de Fort Oswego Expedició Kittanning Esclata la guerra a Europa                         | Francesa Anglesa                                            |
| 1757 | 2-6 d'agost 8 de desembre                                                  | Batalla de Fort William Henry Batalla de Bloody Creek                                                               | Francesa Francesa                                           |
| 1758 | 8 de juny-6 de juliol 7-8 de juliol 25 d'agost 14 de setembre 12 d'octubre | Setge de Louisbourg Batalla de Carillon Batalla de Fort Frontenac Batalla de Fort Duquesne Batalla de Fort Ligonier | Anglesa decisiva Francesa decisiva Anglesa Francesa Anglesa |
| 1759 | 27 de juny 6-26 de juliol 31 de juliol 13 de setembre                      | Batalla de Ticonderoga Batalla de Fort Niagara Batalla de Beauport Batalla de les Planes d'Abraham                  | Anglesa Francesa Anglesa decisiva                           |
| 1760 | 28 d'abril 3-8 de juliol 16-24 d'agost                                     | Batalla de Sainte-Foy Batalla de Restigouche Batalla de les Mil Illes                                               | Francesa, però inútil Anglesa Anglesa                       |
| 1761 | 15 d'agost                                                                 | Espanya entra a la guerra                                                                                           |                                                             |
| 1762 | 6 de juny 15 de setembre                                                   | Presa de l'Havana Batalla de Signal Hill                                                                            | Anglesa Anglesa                                             |
| 1763 | 10 de febrer                                                               | Tractat de París |                                                             |